# Shellingford
Shellingford – wieś w Anglii, w hrabstwie Oxfordshire, w dystrykcie Vale of White Horse. Leży 24 km na południowy zachód od Oksfordu i 99 km na zachód od Londynu. W 2001 miejscowość liczyła 157 mieszkańców.